# PSINet
PSINet, située en Virginie (USA), est une entreprise pionnière parmi les fournisseurs d'accès Internet (FAI). 
Créée en 1989 en absorbant une organisation universitaire ayant accès à Internet, elle fait faillite en 2001, avant d'être rachetée par Cogent Communications en 2002. Elle est « l'un des succès commerciaux les plus brillants et des désastres les plus rapides de l'ère de la haute technologie »

## Historique
PSINet, pour Performance Systems International, est fondée en 1989 par Martin L. Schoffstall et William L. Schrader. Ce dernier, aventurier prenant tous les risques, réunit les fonds en hypothéquant sa maison, en empruntant sur ses cartes de crédit, et en vendant la voiture familiale. La société absorbe aussitôt NYSERNet, une entreprise à but non lucratif de recherche et d'enseignement qui vient de créer l'un des premiers réseaux régionaux Internet desservant l'État de New York avec l'aide de la National Science Foundation (NSF).
En 1995, PSINet se lance en bourse (NASDAQ) sous le symbole PSIX.

### Croissance
PSINet profite de la croissance du réseau mondial. En 1991, la société s'allie avec UUNET (AlterNet) et General Atomics (CERFnet) dans le Commercial Internet eXchange (CIX), une association commerciale des fournisseurs de services Internet. En 1995, la société fait 33 millions de dollars de chiffre d'affaires.
En 1996, PSINet commence son expansion en Europe, mais le cofondateur, Martin Schoffstall, quitte l'entreprise. PSINet est fréquemment mentionné dans les publications commerciales, de manière parfois peu flatteuse. Par exemple, un article d'Interactif Week qualifie le service de vente de PSINet comme « une Jeunesse hitlérienne », aussi inexpérimentée que brusque et inflexible avec les clients. En 1997, la société lève un milliard de dollars et entreprend une série d'acquisitions rapides, faisant 76 acquisitions entre janvier 1998 et décembre 2000. Delon un témoignage au Congrès du P.-d.-G. William Schrader, la société est en 1999, le premier FAI indépendant aux États-Unis et le deuxième au Japon.
En 1999, PSINet dépense 100 millions de dollars pour l'équipe des Ravens de Baltimore. 
En mars 2000, PSINet fait sa plus grande acquisition et achète pour plus de 1,3 milliard de dollars Metamor Worldwide.

### Chute
Malgré sa croissance rapide et une position significative dans le domaine commercial du marché des services Internet, la société n'est pas rentable. Le personnel a beau être renouvelé, les jeunes remplacés par des professionnels chevronnés, la frénésie d'acquisition est trop écrasante à gérer, et la culture de l'entreprise trop liée à la pensée téléphonique (commutation de circuits) et pas assez à la pensée Internet (commutation de paquets).
En 2000, PSINet est dans l'œil du cyclone de la bulle Internet. Sa valorisation boursière chute de 5 milliards de dollars, en dépit du doublement de ses revenus annuels (995 millions de dollars). Des ventes d'actifs sont faites, au profit de Inter.net ou de ses filiales, comme vert.ch en Suisse, et Uniserve au Canada, ou à Saugus.net.
À partir de 2001, les dirigeants de PSINet quittent la société un à un, y compris le président, le directeur d'exploitation de la société, et le vice-président. Schrader lui-même quitte son poste de directeur général le 30 avril. Dans un courriel interne envoyé aux membres du personnel, il compare la situation de l'entreprise à un bâtiment au milieu d'un orage et déclare : « Je suis le paratonnerre ». L'action de l'entreprise plonge : 60,94 dollars une action en 2000, 0,18 dollars en mars 2001.
La société retarde le dépôt de son bilan trimestriel auprès de la Securities and Exchange Commission, Mais, en mai 2001, la société est radiée de la cote du NASDAQ car ses actions valent moins d'un dollar pendant 30 jours consécutifs. Accablée par une dette de 3,7 milliards de dollars, la société annonce sa faillite le 1er juin 2001, avec 24 de ses filiales aux États-Unis et 4 filiales au Canada.
Les actifs américains de PSINet sont acquis par Cogent Communications en avril 2002, les actifs canadiens par TELUS Communications, les actifs européens par Interoute, et les actifs britanniques par Telstra Europe Limited (en 2004).